# Восточный (Казань, Советский район)
Восточный (тат. Восточный, Vostoçnıy, тат. разг. Вастучный, Wastuçnıy) — посёлок в Советском районе Казани.

## География
Посёлок располагается между улицами Арбузова, Зур-Урам, Каспийская и Краснооктябрьская.

## История
Возник в 1950-е годы как посёлок индивидуального жилищного строительства компрессорного завода и получил название 1 октября 1953 года. Название было дано по его географическому расположению — на тот момент посёлок находился на восточной окраине города.
С момента образования входил в состав Молотовского района, переименованного в 1957 году в Советский.

## Улицы
- Артиллерийская (тат. Әртилирия урамы, Ärtiliriä uramı). Начинаясь от Краснооктябрьской улицы, пересекает улицы Кавалерийская, Сергея Лазо, Оборонная, Радистов, Зенитная, Зур Урам и заканчивается пересечением с Ново-Азинской улицей. Почтовый индекс — 420088.
- Беговая (тат. Йөгерү урамы, Yögerü uramı). Начинаясь от улицы Журналистов, пересекает улицы Сергея Лазо, Радистов, Уфимская и заканчивается пересечением с улицей Зур Урам. Почтовый индекс — 420029.
- Зенитная (тат. Сәмт урамы, Sämt uramı). Почтовый индекс — 420088. Начинаясь от Артиллерийской улицы, заканчивается пересечением с дублёром улицы Арбузова. Дом № 15 — жилой дом ГТРК «Татарстан».[6]
- Зур Урам (часть)
- Кавалерийская (тат. Атлы гаскәр урамы, Atlı ğäskär uramı). Начинаясь от Артиллерийской улицы, заканчивается пересечением с улицей Арбузова. Почтовый индекс — 420088.
- Каспийская (часть)
- Краснооктябрьская (часть)
- Металлистов (тат. Металлчылар урамы, Metallçılar uramı). Начинаясь от Кавалерийской улицы, заканчивается пересечением с Оборонной улицей. Почтовый индекс — 420088.
- Оборонная (тат. Саклану урамы, Saqlanu uramı). Начинаясь от Артиллерийской улицы, пересекает улицы Строительная и Металлистов и заканчивается пересечением с дублёром улицы Арбузова. Почтовый индекс — 420088.
- Связистов (тат. Элемтәчеләр урамы, Elemtäçelär uramı). Начинаясь от Краснооктябрьской улицы, заканчивается пересечением с Уфимской улицей. Почтовый индекс — 420029.
- Сергея Лазо (тат. Сергей Лазо урамы, Sergey Lazo uramı). Начинаясь от Беговой улицы, заканчивается пересечением с Артиллерийской улицей. Почтовый индекс — 420088.
- Строительная (тат. Төзелеш урамы, Tözeleş uramı). Начинаясь от Кавалерийской улицы, заканчивается пересечением с Оборонной улицей. Почтовый индекс — 420088.
- Радистов (тат. Радистлар урамы, Radislar uramı). Начинаясь от Беговой улицы, заканчивается пересечением с Артиллерийской улицей. Почтовый индекс — 420088.
- Уфимская (тат. Өфә урамы, Öfä uramı). Начинаясь от Краснооктябрьской улицы, пересекает улицу Связистов и заканчивается пересечением с Беговой улицей. Почтовый индекс — 420029. Дома №№ 6 и 8 — жилые дома медико-инструментального завода.[6]

## Транспорт
Ближайшие остановкой общественного транспорта находятся на улицах Арбузова (автобус, трамвай) и Космонавтов (автобус).